# Friedrich A. Enders
Friedrich A. Enders (* 1896 in Hannover; † im 20. Jahrhundert) war ein deutscher Maler, Kirchenmaler und Kunsterzieher.

## Leben
Friedrich A. Enders wurde in die späte Gründerzeit des Deutschen Kaiserreichs 1896 in Hannover hineingeboren. Nach seinem Schulabschluss durchlief er zunächst eine Lehre als Kirchenmaler.
Nach dem Ersten Weltkrieg ging Enders nach Berlin, um in den ersten Jahren der Weimarer Republik von 1919 bis 1921 an der dortigen Kunsthochschule zu studieren. Anschließend begann er seine Arbeit als Kunsterzieher.
Nach dem Zweiten Weltkrieg und noch unter der Britischen Militärherrschaft hielt Friedrich Enders die durch die Luftangriffe auf Hannover zerstörte Stadt im Bild fest. Als Pädagoge begann er in der Nachkriegszeit an der Werkkunstschule Hannover zu lehren, an der er bis 1963 zudem als Abteilungsleiter wirkte.
Friedrich Enders beschickte die vom Hannoverschen Künstlerverein im Historischen Museum Hannover 1985 veranstaltete Gemeinschaftsausstellung Hannover im Bild. Künstler des 20. Jahrhunderts sehen Hannover und Hannoveraner.

## Bekannte Werke
- 1947: Zerstörtes Hannover, Eitempera, 70 × 80 cm[1]